# Cuenta pendiente
#CuentaPendiente (em pt: #ContaPendente) é uma série de televisão mexicana criada por Daniela Richer e produzida por Carlos Murguía. Estreou em 24 de fevereiro de 2014 no Telehit e terminou em 9 de junho de mesmo ano; a série tem 16 episódios.
Os temas centrais da série são a reencarnação e o estilo de vida empresarial.